# Ducorps
Ducorps är en udde i Antarktis. Den ligger i Västantarktis. Argentina, Chile och Storbritannien gör anspråk på området.
Terrängen inåt land är platt åt sydväst, men åt sydost är den kuperad. Trakten är glest befolkad. Närmaste befolkade plats är Bernardo O'Higgins Station, 14,4 kilometer nordost om Ducorps. 